# Шпанија на Светском првенству у атлетици у дворани 2014.
Шпанија је учествовала на Светском првенству у атлетици у дворани 2014. одржаном у Сопоту од 7. до 9. марта петнаести пут, односно на свим првенствима до данас. Репрезентацију Шпаније представљало је 13 такмичара (10 мушкарца и 3 жене), који су се такмичили у осам дисциплина (6 мушких и 3 женске).,
На овом првенству Шпанија је по броју освојених медаља делила 26. место са једном освојеном медаљом (бронзана). У табели успешности према броју и пласману такмичара који су учествовали у финалним такмичењима (првих 8 такмичара) Шпанија је са једним учесником у финалу делила 30. место са 6 бодова.
| Плас. | Земља   | 1. место | 2. место | 3. место | 4. место | 5. место | 6. место | 7. место | 8. место | Бр. финал. | Бод. |
| ----- | ------- | -------- | -------- | -------- | -------- | -------- | -------- | -------- | -------- | ---------- | ---- |
| =30.  | Шпанија | 0        | 0        | 1        | 0        | 0        | 0        | 0        | 0        | 1          | 6    |

## Учесници
| Мушкарци: - Марк Ујакпор — 400 м, 4 х 400 м - Кевин Лопез — 800 м, 4 х 400 м - Адел Мешал — 1.500 м - Антонио Абадија — 3.000 м - Jackson Quiñónez — 60 м препоне - Самуел Гарсија — 4 х 400 м - Daniel Andújar — 4 х 400 м - Лукас Буа — 4 х 400 м - Пау Фрадера — 4 х 400 м - Борха Вивас — Бацање кугле | Жене: - Исабел Масијас — 1.500 м - Рут Беитија — Скок увис - Урсула Руиз — Бацање кугле |  |

## Освајачи медаља (1)

### Бронза (1)
- Рут Беитија — Скок увис

## Резултати

### Мушкарци
| Атлетичар        | Дисциплина   | Лични рекорд | Квалификације | Квалификације | Полуфинале           | Полуфинале           | Финале                | Финале       | Детаљи |
| Атлетичар        | Дисциплина   | Лични рекорд | Резултат      | Место         | Резултат             | Место                | Резултат              | Место        | Детаљи |
| ---------------- | ------------ | ------------ | ------------- | ------------- | -------------------- | -------------------- | --------------------- | ------------ | ------ |
| Марк Ујакпор     | 400 м        | 46,49        | 47,16         | 4. у гр. 5    | Није се квалификовао | Није се квалификовао | Није се квалификовао  | 18 / 25 (27) |        |
| Кевин Лопез      | 800 м        | 1:45,69 НР   | 1:47,34       | 2. у гр. 3    |                      |                      | Нису се квалификовали | 9 / 17 (19)  |        |
| Адел Мешал       | 1.500 м      | 3:39,36      | 3:41,27       | 7. у гр. 3    | 11 / 22 (23)         |                      | Нису се квалификовали |              |        |
| Антонио Абадија  | 3.000 м      | 7:51,69      | 7:46,36 ЛР    | 7. у гр. 3    | 13 / 19 (20)         |                      | Нису се квалификовали |              |        |
| Jackson Quiñónez | 60 м препоне | 7,52 НР      | 7,78          | 5. у гр. 2    | Није се квалификовао | Није се квалификовао | Није се квалификовао  | 20 / 29 (31) |        |
| Марк Ујакпор2    | 4 х 400 м    | 3:06,60 НР   | 3:10,17 НРС   | 5. у гр. 1    |                      |                      | Нису се квалификовали | 9 / 10       |        |
| Самуел Гарсија   | 4 х 400 м    | 3:06,60 НР   | 3:10,17 НРС   | 5. у гр. 1    |                      |                      | Нису се квалификовали | 9 / 10       |        |
| Daniel Andújar   | 4 х 400 м    | 3:06,60 НР   | 3:10,17 НРС   | 5. у гр. 1    |                      |                      | Нису се квалификовали | 9 / 10       |        |
| Кевин Лопез2     | 4 х 400 м    | 3:06,60 НР   | 3:10,17 НРС   | 5. у гр. 1    |                      |                      | Нису се квалификовали | 9 / 10       |        |
| Лукас Буа        | 4 х 400 м    | 3:06,60 НР   | 3:10,17 НРС   | 5. у гр. 1    |                      |                      | Нису се квалификовали | 9 / 10       |        |
| Пау Фрадера'     | 4 х 400 м    | 3:06,60 НР   | 3:10,17 НРС   | 5. у гр. 1    |                      |                      | Нису се квалификовали | 9 / 10       |        |
| Борха Вивас      | Бацање кугле | 20,51        | 20,19         | 9.            | 9 / 19 (20)          |                      | Нису се квалификовали |              |        |

- Такмичари у штафети обележени звездицом су били резерве, а такмичари који су обележени бројем трчали су и у појединачним дисциплинама.

### Жене
| Атлетичарка    | Дисциплина   | Лични рекорд | Квалификације | Квалификације | Финале                | Финале  | Детаљи |
| Атлетичарка    | Дисциплина   | Лични рекорд | Резултат      | Место         | Резултат              | Место   | Детаљи |
| -------------- | ------------ | ------------ | ------------- | ------------- | --------------------- | ------- | ------ |
| Исабел Масијас | 1.500 м      | 4:08,80      | 4:17,14       | 4. у гр. 3    | Није се квалификовала | 17 / 20 |        |
| Рут Беитија    | Скок увис    | 2,01 НР      | 1,95 КВ       | 1.            | 2,00 ЛРС              |         |        |
| Урсула Руиз    | Бацање кугле | 17,65        | 17,16         | 14.           | Није се квалификовала | 14 / 19 |        |